# Andreas Vengerscius
Andrzej Węgierski (poln.) oder Andreas Vengerscius (lat.) oder Andrzej Wengierski, (pseud.) Adrianus Regenvolscius, (* 16. November 1600 in Ostrog in Wolhynien; † 11. Januar 1649 in Orzeszkowo bei Birnbaum in Großpolen) war ein  polnischer Aktivist der Reformation und protestantischer Prediger. Er war Kleriker der Unität der Böhmischen Brüder, Rektor des Gymnasiums in Lissa, Historiker der Reformation, Dichter, Übersetzer, Pädagoge, calvinistischer Pastor in Wlodawa (1633–1648), Ältester (Senior) des calvinistischen Bezirks von Lublin (bis 1644).

## Leben

### Familie und Jugend
Seine Familie gehörte zum polnischen Landadel und stammte aus dem Dorf Węgierki (unweit Wreschen, etwa 50 km östlich von Posen). Die Familie war seit einigen Generationen mit der polnischen Reformation verbunden. Sein Vater, Vaclav (poln.: Wacław Węgierski), war ein bekennender Böhmischer Bruder und seine Brüder Thomas (poln.: Tomasz), Jan, Adalbert (poln.: Wojciech) und Matthias (poln.: Maciej) wurden bekannte calvinistische Prediger. Seine erste Bildung empfing er erst an der Arianerschule in Ostroh, dann am Gymnasium der Böhmischen Brüder in Lissa und am „Schönaichianum“ im niederschlesischen Beuthen an der Oder (1614–1620). Nach seiner Rückkehr nach Polen betätigte er sich als Prediger an der Seite seines Bruders Thomas, der damals Pastor in Bartschin in Südpreußen war. Dann verweilte er von 1621 bis 1623 am Thorner Gymnasium. Später studierte er Theologie an der Universität Leiden.

### Wirken als Seelsorger und Pädagoge
Als Calvinist wurde Vengerscius auf der Synode in Ostroh im September 1622 zum Katecheten und Diakon gewählt. Später wurde er als Assistent des Pastors und Leiter der Kirchenschule nach Kwiltsch abgeordnet. 1625 wurde er Hofprediger in Opole Lubelskie am Hof der calvinistischen Magnatin Barbara Słupecka (geb. Leszczyński). 1627 spendierte ihm seine Gemeinde eine Studienreise nach Leiden (Stadt), Franeker und Groningen, wo er Theologie studierte und sich mit Geschichtsschreibung beschäftigte. 1629 kehrte er nach Polen zurück, um Pastor und Rektor des Gymnasiums in Lissa zu werden.
Am 4. Oktober 1629 heiratete er Dorota Orlicz, Tochter von Samuel Orlicz, der Co-Senior in Großpolen war.
Am 5. November 1633 kam er nach Wlodawa. Er folgte dem Ruf des Woiwoden von Bels, des Calvinisten Raphael von Leszczynski (poln.: Rafał Leszczyński), und sollte in der Stadt den Streit zwischen den protestantischen Konfessionen schlichten, der vordergründig um die gemeinsame Nutzung der Versammlungsräume ausbrach, als zu den ortsansässigen Calvinisten und den (wenigen) Lutheranern viele Böhmische Brüder dazu kamen. Sie wurden in der Stadt Leszczyńskis angesiedelt, als sie nach der verlorenen Schlacht am Weißen Berg vor Glaubensverfolgung aus Böhmen fliehen mussten. Mit Zustimmung des Magnaten wurde er hier Pastor und Schulleiter.
Vengerscius erwarb sich schnell große Anerkennung unter den Protestanten im Distrikt Lublin. Daher nahm er teil an der reichsweiten Generalkonferenz der calvinistischen Kirche und der Böhmischen Brüder, als es um die Vereinheitlichung der Liturgie beider protestantischen Konfessionen in ganz Polen-Litauen ging. Diese Arbeiten fanden ihren erfolgreichen Abschluss bei einem Treffen, das am 22. September 1634 in Włodawa anberaumt war. Oft nahm er an Synoden und Konvokationen in ganz Kleinpolen teil. Er selbst war Gastgeber von drei (1639, 1642 und 1644) calvinistischen Generalversammlungen in Włodawa.
1634 wurde Vengerscius zum Distriktschreiber ernannt, und 1643 berief ihn die Synode zu Bełżyce zum Con-Senior des Distrikts von Lublin. Am 21. April 1644 wurde er auf der Synode zu Kock einstimmig zum Senior des calvinistischen Bezirks von Lublin gewählt.

### Schaffen
Nach 1630 begann er die Zusammenarbeit mit Johann Amos Comenius; u. a. übersetzte er seine Janua linguarum reserata (Die geöffnete Sprachenpforte, Gdańsk 1633) ins Polnische. Außer der seelsorgerischen Arbeit investierte Vengerscius viel Zeit in Vorbereitungen auf das geplante „colloquium charitativum“ und die Annäherung der calvinistischen Kirche mit den Böhmischen Brüdern. In Wlodawa schrieb er seinen dreiteiligen „Prediger“ (Kaznodzieja osobny, Kaznodzieja domowy, Kaznodzieja zborowy). Es handelt sich dabei um Gebetbücher bzw. Anleitungen für den persönlichen, häuslichen und kirchlichen Bedarf. Des Weiteren schrieb er sein Lebenswerk, die Geschichte der Reformation in Slawischen Ländern, die erst nach seinem Tode 1652 unter dem Titel "Systema historico-chronologicum Ecclesiarum Slavonicarum per provincias varias praecipue Poloniae, Bohemcae, Lituaniae, Russiae, Prussie, Moraviae etc. distinctiarum" erschienen war. Zunächst blieb das Buch unbeachtet. Erst eine zweite Auflage fand Dank den in die Niederlande geflohenen polnischen Arianern allgemeine Anerkennung. Erweitert um die Geschichte des polnischen Antitrinitarismus gehört das 1679 in Amsterdam gedruckte Buch bis heute zu den wichtigsten Informationsquellen über die Anfänge der Reformation in diesem Teil Europas.

### Lebensende
Trotz der Missionsbemühungen zahlreicher Reformatoren und des reformstionfreundlich eingestellten Hochadels hatte der Protestantismus in Polen stets einen schweren Stand. Er blieb vorwIegend auf einen Teil der Eliten, Deutschstämmige und politische wie religiöse Migranten beschränkt. Aber die Diskussionskultur und die unter den polnischen Eliten vorherrschende religiöse Toleranz beflügelten die Kultur des Landes enorm. Denn der religiöse Disput wurde in Polen nicht mit Schwertern und Musketen, sondern mit Federkiel und Druckerpresse ausgefochten, wofür Vengerscius ein gutes Beispiel ist. Doch bereits im 17. Jh. sahen sich die polnischen Protestanten großen Problemen ausgesetzt, und das waren die Probleme des ganzen Landes und weniger die Kontrreformation. Es waren die Kriege, welche viele Protestanten das Leben kosteten, Kirchen und Bibliotheken vernichteten. So endete auch das Leben dieses polnischen Reformators: 1648 brach im Südosten Polens ein großer Kosakenaufstand aus, der sogar das zentral gelegene Wlodawa erreichen sollte, wo Wengierski seinen Amtssitz hatte. In weiser Voraussicht packte er seine Frau, seine drei Söhne und seine wertvollsten Bücher auf die Pferdewagen und begab sich auf die Flucht nach Großpolen, wo sie Verwandtschaft hatten. Die Flucht gelang, aber seine Kirche, das Pfarrhaus und die meisten zurückgelassenen Bücher fielen während eines Kosakenüberfalls den Flammen zum Opfer. Am Ziel angekommen betätigte er sich wieder als Seelsorger in Schokken (poln.: Skoki). Bei einer Trauerfeier zog er sich eine Lungenentzündung zu, von der er sich nicht mehr erholte und am 11. Januar 1649 verstarb. Am 7. Februar 1649 in wurde er in Schokken bestattet.

## Werke (Auswahl)
- Gamelia pio coniugio… Johannis Wegierski… et Susannae Petriciae, Toruń 1623, Druckerei Frisian (5 Hochzeitsgedichte; eins beschäftigt sich mit dem Thema der Priesterehe)
- Disputatio theologica de conciliis ecclesiasticis, Leiden 1628, Druckerei B. i A. Elsevier
- Generalis confessio doctrinae ecclesiarum reformatarum, (Erscheinungsort unbekannt) 1645, (Glaubensbekenntnis vorbereitet für das Thorner Religionsgespräch Anno 1644)
- Kaznodzieja osobny… II. Kaznodzieja domowy… III. Kaznodzieja zborowy, Danzig 1646, Druckerei Hünefeld; 2. Ausgabe: Königsber 1706 – Kaznodzieja osobny; Erstausgabe einzeln bei J. Twardomęski,  Baranów 1642 (Gesangbuch und Gebetbuch mit detaillierter Darstellung der religiösen Überzeugungen der Tschechischen Brüder )
- Systema historico-chronologicum ecclesiarum Slavonicarum per provincias varias, Utrecht 1652, Druckerei Johann a Waesberge; erweiterte Ausgabe. Liberi quatuor Slavoniae reformatae, Amsterdam 1679, (erschienen unter dem Pseudonym „Adrianus Regenvolscius“; erweitert um die geschichte der Tschechischen Brüder).

## Übersetzungen
- J. A. Komenski Ianua linguarum reserata, Danzig 1634